# Белашкин, Андрей Владиславович
Андре́й Владисла́вович Бела́шкин (25 декабря 1964, Москва — 18 декабря 2024, там же) — российский издатель, литературный куратор, поэт. Один из зачинателей независимого издательского дела в России.

## Биография
Родился в семье живописца Владислава Белашкина. После школы работал в редакции журнала «Финансы и статистика». В 1983 году поступил на экономическое отделение Московского института народного хозяйства имени Г. В. Плеханова, оставил учёбу после четвёртого курса, утратив интерес к предмету. Публиковал стихи в самиздате.
В 1987 году начинает издавать самиздатский журнал «Серебряный бор». С 1990 сотрудничает со Всесоюзным гуманитарным фондом и газетой «Гуманитарный фонд».
В декабре 1991 года вместе с Германом Лукомниковым подготовил и провёл в Москве первый фестиваль палиндрома, впервые собравший вместе мэтров жанра — Дмитрия Авалиани, Владимира Гершуни и многих других.
С 1993 года под эгидой собственного издательства «Издательская квартира Андрея Белашкина» выпускает ряд книг литераторов бывшего андеграунда, в том числе И. Ахметьева, М. Лаптева, Бонифация (Г. Лукомникова), Н. Ваймана, Е. Лавут, С. Литвак, Ю. Пивоваровой.
С 2009 года генеральный директор издательства «Летний сад», в рамках деятельности которого выпустил сотни книг интеллектуальной и художественной литературы.

## «Издательская квартира Андрея Белашкина»: некоторые издания
- Бонифаций. [псевд. Германа Лукомникова]. Вѣшнія воды: Сборник срамной лирики. — М.: Издательская квартира Андрея Белашкина при участии Гуманитарного Фонда, 1993. — 48 с.
- Ахметьев, Иван Алексеевич. Стихи и только стихи. Избранные стихотворения 1968—1992 годов. Библиотека альманаха «Весы». [Обложка работы Эрика Булатова] М. Издательская квартира Андрея Белашкина, 1993. — 96 стр.
- Пивоварова, Юлия Леонидовна. Охотник : Роман-сказка в стихах. [Худож. В. А. Коротаева]. — М.: Издательская квартира Андрея Белашкина при участии Агентства «Гилея», 1993. — 94 ((100?)) с., ил. Шифр хранения: FB 10 94-5/346 FB 10 94-5/354
- Литвак, Светлана Анатольевна. Песни ученика: Стихи. — М., Издательская квартира Андрея Белашкина, 1994.
- Вайман, Наум Исаакович. Левант. — М., Издательская квартира Андрея Белашкина при участии ЛХА «Гилея». 1994 г.
- Лавут, Евгения С. Стихи про Глеба, Доброго Барина, царя Давида, Фому и Ерему, Лютера и других. — М.: Издательская квартира Андрея Белашкина при участии ЛХА Гилея, 1994. — 31 с.
- Лаптев, Михаил Юрьевич. Корни огня: Стихи 1987—1994 годов. — М.: ЛИА Р. Элинина; Издательская квартира Андрея Белашкина; Маленькое издательство, 1994.
- Михайлова, Ирина Владимировна. Письма из Москвы tо New York. — М.: Самтамиздат, 1994. — 118 с. [Книга отпечатана при содействии издательской квартиры Андрея Белашкина.]
- Кузьмин, Дмитрий Владимирович. Стихотворения Германа Лукомникова. Осень 2000: Произведения, написанные с 1 сентября по 30 ноября 2000 года. — М.: Издательская квартира Андрея Белашкина; Изд-во А и Б, 2001. — 36 с.
- Лукомников, Герман Геннадьевич. Стихи сезона. Зима 2000/2001: Произведения, написанные с 1 декабря 2000 по 28 февраля 2001 года. — М.: Издательская квартира Андрея Белашкина; Изд-во А и Б, 2001. — 28 с.